# Nell Hudson
Nell Rose Hudson (Londra, 19 novembre 1990) è un'attrice britannica meglio conosciuta per le serie televisive Outlander e Victoria.

## Biografia
Nel 2012, la Hudson si è diplomata in recitazione presso l'Oxford School of Drama
La Hudson ha iniziato la sua carriera nel 2014 come ospite nell'undicesimo episodio della quindicesima serie televisiva della BBC One Holby City. In seguito è passata a recitare la parte di Laoghaire MacKenzie in Outlander. Sul personaggio di Laoghaire Hudson ha dichiarato che "quando si prova molto dolore questo viene fuori come rabbia… credo che sia una caratteristica umana fondamentale, e penso che questo sia quello che succede a Laoghaire, ha tutto questo dolore e non sa cosa farci. Viene fuori in questo modo molto aggressivo e lei fa tutto quello che può per cambiare la situazione."

## Filmografia

### Cinema
- Cast Offs, regia di Garrick L. Hamm – cortometraggio (2013)
- Les Bohemes, regia di Bruce Logan – cortometraggio (2013)
- Arrivals, regia di Wilf Varvill (2016)
- Nobody's Son, regia di Chloe Pemberton – cortometraggio (2019)
- Parlour Games, regia di Danny Sangra – cortometraggio (2019)
- Non aprite quella porta (Texas Chainsaw Massacre), regia di David Blue Garcia (2022)
- La maledizione della Queen Mary (The Queen Mary), regia di Gary Shore (2023)

### Televisione
- Holby City – serie TV, episodio 15x11 (2012)
- Outlander – serie TV, 10 episodi (2014-2024)
- L'amore e la vita - Call the Midwife (Call the Midwife) – serie TV, episodio 4x06 (2015)
- Crossing Lines – serie TV, episodio 3x03 (2015)
- Agatha Raisin – serie TV, episodio 1x06 (2016)
- Victoria – serie TV, 24 episodi (2016-2019)
- Informer – serie TV, 4 episodi (2018)
- Delitti in Paradiso (Death in Paradise) – serie TV, episodio 9x01 (2020)
- Gli Irregolari di Baker Street (The Irregulars) – serie TV, episodi 1x02-1x04-1x07 (2021)
- Toast of London – serie TV, episodio 4x05 (2022)

## Doppiatrici italiane
Nelle versioni in italiano delle opere in cui ha recitato, Nell Hudson è stata doppiata da:
- Chiara Oliviero in Outlander
- Emanuela Ionica ne L'amore e la vita - Call the Midwife
- Giulia Catania in Victoria
- Letizia Ciampa in Non aprite quella porta
- Martina Felli ne La maledizione della Queen Mary